# Comissão Econômica e Social para a Ásia e o Pacífico
A Comissão Econômica e Social das Nações Unidas para a Ásia e o Pacífico (ESCAP) é uma das cinco comissões regionais sob a jurisdição do Conselho Econômico e Social das Nações Unidas. Foi criado com o objetivo de aumentar a atividade econômica na Ásia e no Extremo Oriente, bem como para fomentar as relações econômicas entre a região e outras áreas do mundo.
A Comissão é composta por 53 Estados-Membros e nove membros associados, principalmente das regiões da Ásia e do Pacífico. Além de países da Ásia e do Pacífico, os membros da Comissão incluem França, Holanda, Reino Unido e Estados Unidos.
A região coberta pela Comissão abriga 4,1 bilhões de pessoas, ou dois terços da população mundial, tornando a ESCAP a mais abrangente das cinco comissões regionais das Nações Unidas.

## História
A Comissão foi estabelecida pela primeira vez pelo Conselho Econômico e Social em 28 de março de 1947 como Comissão Econômica das Nações Unidas para a Ásia e o Extremo Oriente (ECAFE) para auxiliar na reconstrução econômica do pós-guerra. Seu mandato principal era "iniciar e participar de medidas para facilitar a ação conjunta para a reconstrução econômica e o desenvolvimento da Ásia e do Extremo Oriente".
Em 1 de agosto de 1974, a Comissão foi renomeada para Comissão Econômica e Social para a Ásia e o Pacífico (ESCAP) pelo Conselho Econômico e Social para refletir os aspectos econômicos e sociais do trabalho da Comissão, bem como a localização geográfica de seus membros.

## Escopo
A Comissão trabalha para enfrentar alguns dos maiores desafios que a região enfrenta através de projetos orientados para os resultados, assistência técnica e reforço das capacidades dos Estados-Membros nas seguintes áreas:
- Política macroeconômica e desenvolvimento
- Comércio e investimento
- Transporte
- Desenvolvimento Social
- Meio ambiente e desenvolvimento sustentável
- Tecnologia da informação e comunicação e redução do risco de desastres
- Estatísticas
- Atividades sub-regionais para o desenvolvimento
- Energia

Além disso, a Comissão oferece um fórum para os seus Estados-Membros promoverem a cooperação regional e a ação coletiva na prossecução da Agenda 2030 para o Desenvolvimento Sustentável.

## Estados Membros

Mapa com os Estados membros da Comissão Econômica e Social das Nações Unidas para a Ásia e o Pacífico

### Membros plenos
Os seguintes são todos membros plenos da Comissão:
- Afeganistão
- Arménia
- Austrália
- Azerbaijão
- Bangladesh
- Butão
- Brunei Darussalam
- Camboja
- China
- Coreia do Norte
- Fiji
- França
- Geórgia
- Índia
- Indonésia
- Irão
- Japão
- Cazaquistão
- Kiribati
- Quirguistão
- Laos
- Malásia
- Maldivas
- Ilhas Marshall
- Estados Federados da Micronésia
- Mongólia
- Myanmar
- Nauru
- Nepal
- Países Baixos
- Nova Zelândia
- Paquistão
- Palau
- Papua-Nova Guiné
- Filipinas
- Coreia do Sul
- Rússia
- Samoa
- Singapura
- Ilhas Salomão
- Sri Lanka
- Tajiquistão
- Tailândia
- Timor-Leste
- Tonga
- Turquia
- Turquemenistão
- Tuvalu
- Reino Unido e Irlanda do Norte
- Estados Unidos
- Uzbequistão
- Vanuatu
- Vietnam

### Membros associados
A seguir estão todos os membros associados da Comissão:
- Samoa Americana
- Ilhas Cook
- Polinésia Francesa
- Guam
- Hong Kong, China
- Macau, China
- Nova Caledônia
- Niue
- Ilhas Marianas Setentrionais

## Localizações

### Sede
A Comissão estava originalmente localizada em Xangai, República da China, desde a sua fundação até 1949, quando transferiu a sua sede para Bangkok, Tailândia.

### Escritórios sub-regionais
A Comissão mantém cinco escritórios sub-regionais para melhor direcionar e executar os programas, dada a grande dimensão da região. As sub-regiões são as seguintes :
- Incheon, Coreia do Sul (sedes sub-regionais da Ásia Oriental e Nordeste)
- Almaty, Cazaquistão (sedes sub-regionais da Ásia do Norte e Central)
- Suva, Fiji (sede sub-regional do Pacífico)
- Nova Delhi, Índia (sedes sub-regionais do Sul e Sudoeste da Ásia)
- Jacarta, Indonésia (sede sub-regional do Sudeste Asiático / ASEAN)

## Secretárias Executivas
A seguir, uma lista dos Secretários Executivos da Comissão desde sua fundação:
| secretário                 | País                | Prazo           |
| -------------------------- | ------------------- | --------------- |
| Armida S. Alisjahbana      | Indonésia           | 2018 - presente |
| Shamshad Akhtar            | Paquistão           | 2014–2018       |
| Noeleen Heyzer             | Singapura           | 2007–2014       |
| Kim Hak-Su                 | República da Coreia | 2000–2007       |
| Adrianus Mooy              | Indonésia           | 1995-2000       |
| Rafeeuddin Ahmed           | Paquistão           | 1992-1994       |
| Shah AMS Kibria            | Bangladesh          | 1981-1992       |
| JBP Maramis                | Indonésia           | 1973–1981       |
| U Nyun                     | Myanmar             | 1959-1973       |
| Chakravarthi V. Narasimhan | Índia               | 1956–1959       |
| Palamadai S. Lokanathan    | Índia               | 1947–1956       |

## Publicações
A Comissão publica uma série de publicações que detalham o seu trabalho e atualizações sobre o seu mandato, bem como sobre uma grande variedade de questões que afetam os seus Estados-Membros. Algumas dessas publicações incluem:
- Relatório de países da Ásia-Pacífico com necessidades especiais de desenvolvimento
- Asia-Pacific Development Journal
- Relatório de desastre na Ásia-Pacífico
- Relatório de Comércio e Investimento na Ásia-Pacífico
- Pesquisa Econômica e Social da Ásia e do Pacífico
- Revisão do Desenvolvimento em Transporte na Ásia e no Pacífico
- Relatórios de Avaliação de Progresso SDG / Anuário Estatístico para Ásia e Pacífico